# Надеждинка (Сафакулевський округ)
Наде́ждинка (рос. Надеждинка) — село у складі Сафакулевського округу Курганської області, Росія.
Населення — 253 особи (2010, 524 у 2002).
Національний склад станом на 2002 рік:
- башкири — 75 %